# 嘉義市政府消防局
嘉義市政府消防局，是中华民国嘉義市政府的消防局。

## 沿革
升格前：民國57年成立嘉義縣警察局消防警察隊。58年6月消防大樓落成，為嘉義消防分隊，住址嘉義市中山路195號，是為升格前本局前身體系。
升格後（現況）：
1. 民國71年7月1日嘉義市改制為省轄市，嘉義縣市警察局消防警察隊仍合署辦公。民國81年2月嘉義縣市警察局分署辦公，嘉義市警察局消防警察隊沿用原廳舍。
2. 87年12月31日嘉義市消防局成立。88年6月23日消防局新建大樓落成啟用，由中山路195號遷入立學街16號。
3. 97年1月31日配合《地方制度法》改制為嘉義市政府消防局，目前組織編制有11科(室)、2大隊、7分隊，編制員額292人。[1]